# Organisation coréenne de baseball
Pour les articles homonymes, voir KBO.
L'Organisation coréenne de baseball (hangeul : 한국 야구 위원회, anglais : Korea Baseball Organization ou KBO) est la ligue professionnelle de baseball en Corée du Sud. La ligue s'est formée avec six équipes en 1982, auxquelles se sont ajoutées deux équipes en 1990. Chaque équipe porte le nom de l'entreprise ou conglomérat qui la contrôle dans le style japonais. 
La KBO organise chaque année depuis 1982 le Championnat de Corée du Sud de baseball.